# Медведково (Фурмановский район)
Медведково — село 
в Фурмановском районе Ивановской области России. Входит в Панинское сельское поселение.

## География
Деревня Медведково расположена в окрестностях города Фурманов, на берегу реки Шача (приток Волги).
Ближайшие населённые пункты — деревня Панино и город Фурманов.

## История
Первое упоминание о деревне Медведково, как о вотчине дворян Дмитриевых, приходится на 1517, в середине XVI столетия переходит во владение Сабуровых-Пешковых. В 1579 князь Григорий Андреевич Булгаков продал село архимандриту Павме, настоятелю Троице-Сергиева монастыря, наряду с другими селениями своей костромской вотчины:

 «со всеми угодьями, с лесы, с луги и с пожни, и с мельницею, что на реке Шача, куда исстари ходили плуг и коса и топор… дворы: попа, пономаря, проскурницы да в двух кельях живут нищие. Крестьянских и бобыльских дворов 17,… а всего к селу 20 деревень да селища, а в них 103 человека»{.

В 1612 село, как и вся близлежащая округа, было подвергнуто литовскому разорению, в 1616 государственная ревизия сообщает:

 «Осталось в селе поп Иван Кондратьев, да четыре места келейных… крестьяне от литовских людей побиты».

## Население
| 1872 | 1897 | 1907 | 2002 | 2010 |
| ---- | ---- | ---- | ---- | ---- |
| 197  | →197 | ↗206 | ↘41  | ↘32  |

## Достопримечательности
- Церковь Преображения Господня (Медведково). На месте древнего деревянного храма в 1770 была построена каменная Преображенская церковь с приделом в честь Феодоровской иконы Божией Матери, закрытая в 1941 и позже разрушенная. Восстановление храма началось в 1998 и закончено в 2000 г. Приход относится к Иваново-Вознесенской и Вичугской епархии.